# Oberhinterhof
Oberhinterhof ist ein Gemeindeteil der Stadt Feuchtwangen im Landkreis Ansbach (Mittelfranken, Bayern). Oberhinterhof liegt in der Gemarkung Larrieden.

## Geographie
Südlich des Weilers fließen der Dänzelbach und Weihergraben zu einem linken Zufluss der Zwergwörnitz zusammen, die wiederum ein rechter Zufluss der Wörnitz ist. 0,5 km nordöstlich liegt das Hardhölzlein, 0,5 km östlich das Hinterhöfer Holz, 1,5 km westlich erhebt sich der Hirschberg (494 m ü. NHN). Eine Gemeindeverbindungsstraße führt nach Marktlustenau (2,2 km westlich) bzw. über Unterhinterhof zur Kreisstraße AN 42 (1 km südöstlich). Eine weitere Gemeindeverbindungsstraße führt nach Larrieden zur Kreisstraße AN 5 (1,5 km nordöstlich).

## Geschichte
Oberhinterhof lag im Fraischbezirk des ansbachischen Oberamtes Feuchtwangen. Im Jahr 1732 bestand der Ort aus sieben Anwesen und einem Gemeindehirtenhaus. Die Dorf- und Gemeindeherrschaft und die Grundherrschaft über alle Anwesen hatte das Amt Dinkelsbühl des Deutschen Ordens. An diesen Verhältnissen änderte sich bis zum Ende des Alten Reichs nichts. Von 1797 bis 1808 unterstand der Ort dem Justiz- und Kammeramt Feuchtwangen. 
Mit dem Gemeindeedikt (frühes 19. Jahrhundert) wurde Oberhinterhof dem Steuerdistrikt und der Ruralgemeinde Larrieden zugeordnet. Im Zuge der Gebietsreform in Bayern wurde Oberhinterhof am 1. Januar 1972 nach Feuchtwangen eingemeindet.

## Einwohnerentwicklung
| Jahr      | 001818 | 001840 | 001861 | 001871 | 001885 | 001900 | 001925 | 001950 | 001961 | 001970 | 001987 |
| Einwohner | 46     | 60     | 47     | 53     | 38     | 48     | 47     | 43     | 40     | 39     | 32     |
| Häuser    | 14     | 12     |        |        | 11     | 10     | 10     | 10     | 10     |        | 8      |
| Quelle    | [ 10 ] | [ 11 ] | [ 12 ] | [ 13 ] | [ 14 ] | [ 15 ] | [ 16 ] | [ 17 ] | [ 18 ] | [ 19 ] | [ 1 ]  |

## Religion
Der Ort ist seit der Reformation evangelisch-lutherisch geprägt und bis heute nach St. Michael (Larrieden) gepfarrt. Die Einwohner römisch-katholischer Konfession sind nach St. Ulrich und Afra (Feuchtwangen) gepfarrt.